# Іверка (селище)
Іве́рка (рос. Иверка) — селище у складі Іжморського округу Кемеровської області, Росія.

## Населення
Населення — 53 особи (2010; 93 у 2002).
Національний склад (станом на 2002 рік):
- росіяни — 86 %